# Жен Фучен
Жен Фучен (правильная транскрипция — Жэнь Фучэ́нь, кит. трад. 任辅臣, упр. 任輔臣, пиньинь Rèn Fǔchén, палл. Жэнь Фучэнь; 4 (16) апреля 1884, Телин, Империя Цин (Китай) — 29 ноября 1918, станция Выя, ныне Свердловская область) — китайский большевик член РСДРП(б) с 1908 года, участник гражданской войны, командир батальона, затем 225 интернационального полка Красной Армии, воевавший в 1918 на Урале.

## Биография
Родился 4 (16) апреля 1884 года в уезде Телин Фэнтяньской управы империи Цин (ныне городской округ в провинции Ляонин Китайской Народной Республики) в семье ремесленника.
В 15 лет зачислен на работу в административные структуры КВЖД, выучил русский язык. Окончил лицей и Мукденскую офицерскую школу, в китайской армии дослужился до звания подполковника. В 1903 году в Телине женился на Чжан Ханьгуан. Занимал должность китайского консула в Харбине, хорошо знал таможенное дело.
В годы Русско-японской войны 1904—1905 через русских офицеров познакомился с социал-демократическими идеями.
Принял участие во «Второй революции» в Северо-Восточном Китае, после её подавления войсками Юань Шикая некоторое время находился на нелегальном положении.
В 1914 с большой группой китайских рабочих в качестве подрядчика приехал в Российскую империю, в Алапаевск, сюда же через год приезжает его жена с тремя детьми, они поселились с семьёй на улице Рукуйской (ныне Володарского). Был хорошо знаком широким массам китайских рабочих и пользовался огромным авторитетом среди них. Не скрывая, что был офицером китайской армии, исполнял роль представителя китайских рабочих перед заводским начальством и наоборот. 26 мая (8 июня) 1916 года 1916 года в пяти верстах от Алапаевска, на станции Мугай начались волнения китайских рабочих. Причина — увольнение управляющим по доставке заводоуправлению китайцев Жен Фученом заведующего работами Ли Олиня, уличенного Жен Фученом в мошенничестве и воровстве отпускаемого на довольствие китайцев провианта. Жен Фучен принял активное участие в урегулировании конфликта. Противостояние было подавлено силами кавалерии.

Жэнь Фучэнь (в центре, на белом коне)

Незадолго до революции сблизился с большевиками, в частности, с С. А. Павловым. Принял Октябрьскую социалистическую революцию, с 1908 года член РСДРП(б) Принять в Китае . Вёл пропагандистскую работу среди китайских рабочих, переводил на китайский язык революционную литературу. Назначен уполномоченным по делам китайских рабочих по Пермской и Вятской губерниям.
Живя в Алапаевске, по договорённости с военным комиссаром Павловым весной 1918 года сформировал китайский взвод . В качестве командира  участвовал в Гражданской войне.2-3 октября  1918 года в Нижней Салде  состоялось собрание где была создана китайская рота.  Китайские части, созданные Жэнь Фучэнем, были одними из наиболее стойких и надежных соединений фронта. Сам Жэнь Фучэнь вёл активную пропагандистскую работу среди соратников-китайцев.
Осенью 1918 года началось наступление сил Колчака на северном участке Восточного фронта, стремясь прорваться через Пермь и Вятку к Котласу на соединение с шедшими с севера войсками интервентов. 27 сентября (10 октября) 1918 года был взят Алапаевск. В октябре 1918 года в Зауралье перед Сводной Уральской дивизией, в которой числился китайский полк, стояла задача выбить противника с недавно занятой станции Верхотурье и овладеть важным стратегическим плацдармом. 24 октября (6 ноября) 1918 год сводная Уральская стрелковая дивизия перешла в наступление и начала бои с войсками генерала Гайды. Через пять дней на верхотурском направлении бойцы китайского полка форсировали реку Актай и перешли в наступление, но конечной цели им достичь не удалось.

Командный состав китайского батальона В центре в белом — Жэнь Фучэнь

После того, как в конце 1918 года после боёв под Верхотурьем алапаевский батальон был соединен с 1-м крестьянским коммунистическим полком «Красных орлов», а затем с Пермским батальоном Ли Ханчина, Жэнь Фучэнь принял командование объединённым 225-м Китайским интернациональным полком в составе 29-й стрелковой дивизии. В течение осени 1918 года обновлённый китайский полк  сражался в районе пунктов Нижний Тагил, Баранчинский, Лая, Нижней Салды и Выя.
К 29 ноября 1918 года в Нижней Туре и на станции Выя находились части 225-го Китайского полка (не более 430 штыков). С рассветом 29 ноября белые начали атаку с северо-востока по Верхотурскому тракту и линиям узкоколеек силами 19-го Петропавловского полка капитана Куренкова и батальоном 18-го Тобольского полка. Под станцией Выя белогвардейцам удалось окружить 225-й Китайский полк, а также 17-й Петроградский и пришедший им на помощь 1-й Камышловский полки. Русские и китайские красноармейцы пробились штыками, но в атаке Жэнь Фучэнь погиб. В 225-м полку из боя вышли 62 человека.
Помимо китайского, владел английским, японским, корейским, русским языками. Перед своей гибелью трудился над переводом «Программы коммунистов» Н. И. Бухарина.

## Память
Похоронен в братской могиле на станции Выя, там же где и погиб. Так же похоронены боевые товарищи вдоль железнодорожных путей принимавших участие в боях, большая часть из которых (не менее 300 человек) китайские красноармейцы.
Деятельность Жэн Фучэня высоко ценилась как советским правительством, так и руководством КНР. Известно, что после его гибели с его вдовой и детьми встречался В. И. Ленин.
В 1988 в СССР были приглашены сын и внук Жэнь Фучэня — Жэнь Дунлян с супругой Сун Фэнцинь и Жэнь Гунвэй — ныне профессор китайского языка в Пекинском объединенном университете. После торжественного приема в Москве они побывали в Свердловской области на станции Выя.
Следующая встреча 1999 году, и третья встреча на станции Выя (25.01.) 2020 года. По прилёте в Екатеринбург в первую очередь делегация посетила памятник красноармейцам в том числе китайским воинам сражавшимся за Советскую власть на станции Выя.
Приезд делегации из Поднебесной во главе с внуком легендарного командира Китайского полка Жэнь Гунвэй. Делегация так же посетила г. Алапаевск, дом в котором Жен Фучен жил с семьей.
В 2020 вместе с внуком легендарного командира приезжал и советник по экономическим вопросам провинции Шаньси Гао Сяньчжун и репортер самой известной газеты в Китае — «Жэньминь жибао» (Правда) Чжан Гуаньчжэн.
29 ноября 2023 года в Нижней Салде на здании совета где происходило памятное собрание была открыта мемориальная доска 
Посмертно награждён орденом Красного Знамени (в 1989 году орден передан сыну Жэнь Дунляну).
28 ноября 1993 в Телине открыт гранитный памятник Жэнь Фучэню. 

## В искусстве
Китайские интернационалисты
Са Фуян и Шен Ченхо — 

Красные китайцы! 

Белые от них бегут 

Как лесные зайцы
Пау Тисан и Жен Фучен 

Здорово воюют 

Скачут скачут на конях — 

Все враги горюют
Син Диу и Ку Мачен 

Это партизаны 

На Амуре интервентам 

Наносили раны
Молодцы, товарищи, 

Китайские товарищи!
Сборник пролетарской поэзии. Сарапул, 1924